# Las Vegas Raiders 2024
La stagione 2024 dei Las Vegas Raiders è stata la 55ª stagione della franchigia nella National Football League, la 65ª complessiva, la quinta a Las Vegas e la prima e ultima completa sotto la direzione del capo-allenatore Antonio Pierce e del general manager Tom Telesco. Dopo i cambi di allenatore e general manager nella stagione precedente, l'obiettivo dei Raiders era quello di aprire un nuovo ciclo iniziando col ritornare ai play-off dopo due anni di assenza, avendovi partecipato l'ultima volta nel 2021. Al contrario fu una delle peggiori stagioni degli ultimi anni, chiusa sul record di 4-13 e l'esclusione dai play-off per la terza volta di fila, con Pierce e Telesco licenziati al termine dell'annata.
Prima dell'inizio del campionato il quarterback neoarrivato ma più esperto Gardner Minshew fu nominato titolare, superando la concorrenza del giovane Aidan O'Connell al suo secondo anno tra i professionisti. Dopo le prime cinque gare, con due vittorie e tre sconfitte e un attacco che faticava a mettere in campo prestazioni convincenti, si decise di cambiare promuovendo O'Connell a titolare. I risultati e la scarsa qualità del gioco dimostrata dalla squadra in questo primo blocco di partite aveva già spinto Davante Adams, il miglior ricevitore nel roster, a valutare di lasciare i Raiders dicendosi pronto a passare a qualche altra franchigia della lega, eventualità che si concretizzó il 15 ottobre con Adams che fu scambiato con i New York Jets.
La questione a chi affidare le chiavi dell'attacco non fu però comunque chiusa, con O'Connell che giocò le successive due gare del sesto e settimo turno per poi, causa infortunio, lasciare nuovamente il posto da titolare a Minshew per le successive partite dell'ottava e nona settimana: tutte e quattro le gare però si conclusero con una sconfitta, portando i Raiders ad arrivare a metà della stagione regolare con un record di due vittorie e sette sconfitte, ultimi sia in division che in conference e con l'obiettivo di raggiungere i play-off già ampiamente compromesso, con ormai meno dell'1% di probabilità di qualificarsi.
In particolare mentre il reparto difensivo, seppur falcidiato da varie assenze importanti per infortunio, aveva messo in campo buone prestazioni, quello offensivo aveva dimostrato evidenti difficoltà e limiti. Il 4 novembre 2024, dopo la quinta sconfitta di fila rimediata nel nono turno e con davanti la settimana di pausa, furono licenziati il coordinatore dell'attacco Luke Getsy, l'allenatore dei quarterback Rich Scangarello e quello dell'offensive line James Cregg, tutti scelti da Pierce all'inizio della stagione. Fu inoltre ingaggiato come consulente senior Norv Turner, che era stato capo-allenatore dei Raiders nelle stagioni 2004 e 2005.
I cambiamenti nello staff degli allenatori non portarono però effetti particolarmente positivi nelle successive gare, almeno in termini di risultati, con i Raiders che furono sconfitti da Miami, Denver e Kansas City, arrivando così ad una striscia di otto sconfitte consecutive. Nelle prime due di queste gare continuò Minshew a giocare da quarterback titolare ma rimediò la frattura ad una clavicola nel finale della gara di settimana 12 e nel tredicesimo turno ritornò quindi a guidare l'attacco O'Connell, rientrato dal suo infortunio alla mano proprio alla vigilia della gara. Alla fine del mese di novembre, dopo tredici turni della stagione regolare e ancora cinque gare in programma, i Raiders con un record di 2 vittorie e 10 sconfitte, ultimi nella classifica dell'AFC e con 5 sconfitte su 5 gare disputare contro i rivali di division, si trovarono matematicamente esclusi dai play-off.
La striscia di sconfitte consecutive arrivò a dieci, con i Raiders che persero contro Tampa Bay e Atlanta prima di tornare infine ad un successo contro Jacksonville nel sedicesimo turno, vittoria che però se da un lato non aggiunse nulla ad una stagione già compromessa, dall'altro ebbe pure l'effetto di allontanare di molto la squadra di Las Vegas dalla possibilità di aggiudicarsi la prima scelta assoluta nel successivo draft 2025, passando dal secondo al sesto posto di questa classifica rovesciata.
La vittoria nel penultimo turno contro New Orleans e la sconfitta nella successiva gara contro i Chargers portarono i Raiders a chiudere l'annata sul record di 4 vittorie e 13 sconfitte, ben quattro successi in meno rispetto la stagione precedente, quarti e ultimi nella division (non accadeva dal 2018), con 6 sconfitte su 6 gare disputate contro i rivali dell'AFC West (l'ultima volta era accaduto nel 2006), e complessivamente quattordicesimi nell'AFC, fuori dai play-off per la terza stagione di fila. Con tale piazzamento si aggiudicarono la 6ª scelta assoluta nel successivo Draft NFL 2025.
Subito dopo la conclusione della stagione i Raiders licenziarono, solo dopo un anno nei rispettivi ruoli, il capo-allenatore Pierce e il general manager Telesco.
Al termine della stagione regolare furono convocati per il Pro Bowl il defensive end Maxx Crosby, alla sua quarta convocazione consecutiva, e il rookie tight end Brock Bowers, che fu inserito anche nel First-team All-Pro dell'Associated Press e nel The Players' All-Pro Team della NFLPA, l'associazione dei giocatori della lega. Bowers, che fece un'eccezionale stagione d'esordio tra i professionisti risultando il miglior tight end del campionato e stabilendo diversi record della lega e di franchigia, fu una delle poche note positive dell'anno dei Raiders.

## Movimenti di mercato

### Cambi nello staff dirigenziale
- Il 23 gennaio 2024 i Raiders nominarono nuovo general manager Tom Telesco, che aveva svolto il ruolo nelle precedenti dieci stagioni nei Los Angeles Chargers.[30] Telesco divenne il quinto general manager nella storia della franchigia ed il primo con esperienza pregressa nel ruolo dopo Al Davis.
- Il 26 febbraio 2024 JoJo Wooden, che aveva lavorato con Telesco nei suoi anni nei Chargers, fu nominato direttore senior del personale sportivo.[31]

### Cambi tra gli allenatori
- Il 19 gennaio 2024 Antonio Pierce, che aveva svolto il ruolo di capo-allenatore ad-interim nelle ultime nove gare del 2023, fu nominato capo-allenatore effettivo.[32]
- Il 25 gennaio 2024 i Raiders ingaggiarono Ricky Manning come nuovo allenatore dei cornerback.[33]
- Il 1º febbraio 2024 Marvin Lewis fu nominato assistente del capo-allenatore.[34]
- Il 6 febbraio 2024 Luke Getsy fu nominato coordinatore dell'attacco.[35]
- Il 13 febbraio 2024 fu assunto James Cregg come allenatore della linea offensiva.[36]
- Il 17 febbraio 2024 Cadillac Williams fu nominato allenatore dei running back.[37]
- Il 20 febbraio 2024 fu ingaggiato Joe Philbin come assistente senior per l'attacco e Rich Scanganello come allenatore dei quarterback.[38][39]
- Il 23 febbraio 2024 i Raiders annunciarono l'intero staff degli allenatori.[40]
- Il 4 novembre 2024, con la squadra sul record di 2-7 e arrivati alla settimana di pausa, furono licenziati il coordinatore dell'attacco Luke Getsy, l'allenatore dei quarterback Rich Scangarello e l'allenatore della linea offensiva James Cregg.[41]
- Il 5 novembre 2024 fu annunciato che Joe Philbin avrebbe ricoperto il ruolo di allenatore della linea offensiva ad interim, Scott Turner quello di coordinatore dell'attacco ad interim e fu ingaggiato come consulente senior Norv Turner, già capo-allenatore dei Raiders nelle stagioni 2004 e 2005.[15]

### Principali free-agent acquisiti
| Principali free agent acquisiti dai Raiders |                   |       |     |                    |
| Data                                        | Giocatore         | Ruolo | Età | Squadra 2023       |
| 14 marzo 2024                               | Gardner Minshew   | QB    | 27  | Indianapolis Colts |
| 14 marzo 2024                               | Christian Wilkins | DT    | 28  | Miami Dolphins     |
| 14 marzo 2024                               | Harrison Bryant   | TE    | 25  | Cleveland Browns   |
| 30 aprile 2024                              | Michael Gallup    | WR    | 28  | Dallas Cowboys     |
| 13 maggio 2024                              | Andrus Peat       | OT    | 30  | New Orleans Saints |

### Principali scambi
| Principali scambi fatti dai Raiders |                                                   |               |                    |
| Data                                | Ottenuto                                          | Da            | In cambio di       |
| 15 ottobre 2024                     | Una scelta condizionale al 3º giro del draft 2025 | New York Jets | Davante Adams (WR) |

### Principali giocatori svincolati
| Principali giocatori svincolati dai Raiders |                 |       |     |                   |
| Data                                        | Giocatore       | Ruolo | Età | Squadra 2024      |
| 13 marzo 2024                               | Jimmy Garoppolo | QB    | 32  | Los Angeles Rams  |
| 13 marzo 2024                               | Hunter Renfrow  | WR    | 28  | -                 |
| 13 marzo 2024                               | Jerry Tillery   | DT    | 27  | Minnesota Vikings |
| 13 marzo 2024                               | Josh Jacobs     | RB    | 26  | Green Bay Packers |

### Scelte nel Draft 2024

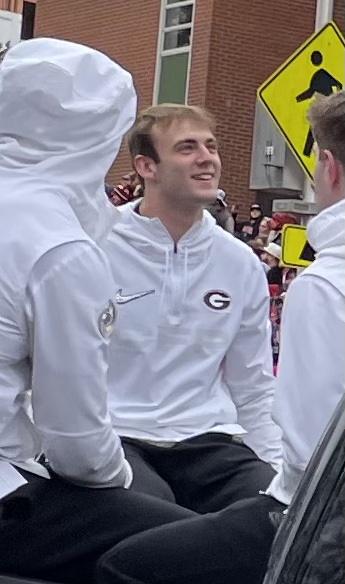
Il tight end Brock Bowers da Georgia è stata la prima scelta dei Raiders nel draft 2024. In stagione ha stabilito il record della NFL di ricezioni per un rookie, con 112.

Nel draft 2024 i Raiders, che avevano a disposizione nel primo giro la 13ª scelta assoluta, hanno selezionato i seguenti giocatori:
| Scelte dei Raiders nel Draft 2024 |        |                                   |                                   |                                   |                                   |
| Giro                              | Scelta | Giocatore                         | Ruolo                             | College                           | Note                              |
| 1º                                | 13ª    | Brock Bowers                      | TE                                | Georgia                           |                                   |
| 2º                                | 44ª    | Jackson Powers-Johnson            | C                                 | Oregon                            |                                   |
| 3º                                | 77ª    | Delmar Glaze                      | OT                                | Maryland                          |                                   |
| 4º                                | 112ª   | Decamerion Richardson             | CB                                | Mississippi State                 |                                   |
| 5º                                | 148ª   | Tommy Eichenberg                  | LB                                | Ohio State                        |                                   |
| 6º                                | 187ª   | Scambiata con i Minnesota Vikings | Scambiata con i Minnesota Vikings | Scambiata con i Minnesota Vikings | Scambiata con i Minnesota Vikings |
| 6º                                | 208ª   | Dylan Laube                       | RB                                | New Hampshire                     | da Kansas City                    |
| 7º                                | 223ª   | Trey Taylor                       | S                                 | Air Force                         | da New England                    |
| 7º                                | 229ª   | M.J. Devonshire                   | CB                                | Pittsburgh                        | da Minnesota                      |
| 7º                                | 233ª   | Scambiata con i Dallas Cowboys    | Scambiata con i Dallas Cowboys    | Scambiata con i Dallas Cowboys    | Scambiata con i Dallas Cowboys    |

### Undrafted free agents
Il 27 aprile 2024, al termine del draft 2024, i Raiders annunciarono di aver contrattualizzato 17 undrafted free agent, ossia giocatori provenineti dal college football non scelti nel draft.
| Undrafted free agent acquisiti dai Raiders |       |                   |
| Giocatore                                  | Ruolo | College           |
| Carter Bradley                             | QB    | South Alabama     |
| Clark Barrington                           | G     | Baylor            |
| Andrew Coker                               | T     | TCU               |
| Jeff Foreman                               | WR    | Arkansas State    |
| Tomari Fox                                 | DT    | North Carolina    |
| TJ Franklin                                | DL    | Baylor            |
| Amari Gainer                               | LB    | North Carolina    |
| Demarcus Governor                          | CB    | Northern Iowa     |
| Lideatrick Griffin                         | WR    | Mississippi State |
| Jake Johanning                             | G     | Furman            |
| Ramel Keyton                               | WR    | Tennessee         |
| Will Putnam                                | C     | Clemson           |
| Phalen Sanford                             | DB    | Nebraska          |
| Noah Shannon                               | DT    | Iowa              |
| Ja'Quan Sheppard                           | CB    | Maryland          |
| Ron Stone                                  | LB    | Washington State  |
| Rayshad Williams                           | CB    | Texas Tech        |

## Staff
| Staff dei Las Vegas Raiders |
| --- |
| Organi dirigenziali - Proprietario – Mark Davis (90%), Tom Brady (10%) - Presidente – Sandra Douglass Morgan - General manager – Tom Telesco - Assistente general manager – Champ Kelly - Vice presidente senior/direttore dell'amministrazione del football – Tom Delaney - Vice presidente per le operazioni – Vacante - Direttore senior del personale sportivo – JoJo Wooden - Direttore del personale professionistico – Dwayne Joseph - Direttore dei sistemi del football – Brad Goldsberry - Direttore scouting di college – Brandon Yeargan - Consulente senior del personale – Shaun Herock - Consulente senior per lo scouting nazionale – Lenny McGill Capo allenatore - Antonio Pierce - Assistente del capo-allenatore – Marvin Lewis - Consulente senior – Norv Turner Altri allenatori - Gestione della partita - Matt Sheldon - Preparatore atletico - AJ Neibel - Assistente p.a. – D'Anthony Batiste - Assistente p.a. – Deuce Gruden - Assistente p.a. – Rick Slate Allenatori dell'attacco - Coordinatore offensivo – Scott Turner (ad interim) - Assistente senior dell'attacco – Joe Philbin - Coordinatore del gioco sui passaggi - Scott Turner - Quarterback – Vacante - Assistente quarterback – Fred Walker - Running back – Cadillac Williams - Wide receiver – Edgar Bennett - Tight end – Luke Steckel - Assistente tight end – Mitch Singler - Offensive line – Joe Philbin (ad interim) - Assistente offensive line – Deandre Pierce - Assistente attacco – Tim Zetts Allenatori della difesa - Coordinatore difensivo – Patrick Graham - Assistente difesa senior – Rob Ryan - Defensive line – Rob Leonard - Linebacker/coordinatore dei giochi di corsa – Mike Caldwell - Assistente linebacker – Marcus Lewis - Cornerback – Ricky Manning - Safety – Gerald Alexander - Assistente defensive back – Matt Feeney - Specialista pass rush – Andre Carter - Assistente difesa – Josh Phil Allenatori dello special team - Coordinatore special team – Tom McMahon - Assistente special teams – Derius Swinton II - Assistente special teams – Kade Rannings |

## Roster
| Roster dei Las Vegas Raiders |
| --- |
| Quarterback - 14 Carter Bradley - 12 Aidan O'Connell - 10 Desmond Ridder Running Back - 8 Ameer Abdullah - 33 Chris Collier RB - 23 Dylan Laube - 22 Alexander Mattison Wide Receiver - 82 Ramel Keyton - 80 Terrace Marshall Jr. - 16 Jakobi Meyers - 11 Tre Tucker Tight End - 89 Brock Bowers - 84 Harrison Bryant - 87 Michael Mayer - 88 Justin Shorter Offensive Linemen - 71 Delmar Glaze T - 68 Andre James C - 61 Jordan Meredith G - 74 Kolton Miller T - 77 Thayer Munford T - 66 Dylan Parham G - 75 Andrus Peat G/T - 70 Jackson Powers-Johnson G - 65 Cody Whitehair G Defensive Linemen - 69 Adam Butler DT - 91 Matthew Butler DT - 93 Zachary Carter DT - 99 Andre Carter II DE - 44 K'Lavon Chaisson DE - 95 John Jenkins DT - 96 Jonah Laulu DT - 49 Charles Snowden DE - 9 Tyree Wilson DE Linebacker - 56 Amari Burney OLB - 5 Divine Deablo OLB - 45 Tommy Eichenberg OLB - 53 Amari Gainer MLB - 43 Kana'i Mauga OLB - 41 Robert Spillane MLB Defensive Back - 34 Thomas Harper SS - 39 Nate Hobbs CB - 30 Darnay Holmes CB - 18 Jack Jones CB - 36 Kyu Blu Kelly CB - 7 Trevon Moehrig FS - 20 Isaiah Pola-Mao FS - 25 Decamerion Richardson CB - 29 Christopher Smith II SS - 37 Trey Taylor FS - 27 Sam Webb CB Special Team - 50 Jacob Bobenmoyer LS - 2 Daniel Carlson K - 6 A.J. Cole P Lista delle riserve - 0 Jakorian Bennett CB (IR) - 98 Maxx Crosby DE (IR) - 1 Marcus Epps SS (IR) - 80 Jeff Foreman WR (IR) - 60 Tomari Fox DT (IR) - 51 Malcolm Koonce DE (IR) - 59 Luke Masterson OLB (IR) - 28 Sincere McCormick RB (IR) - 15 Gardner Minshew QB (IR) - 97 Janarius Robinson DE - 19 D.J. Turner IR - 3 Zamir White RB (IR) - 94 Christian Wilkins DT (IR) Squadra di allenamento - 55 David Ebuka Agoha DE - 72 Gottlieb Ayedze T - 81 Alex Bachman WR - 26 M.J. Devonshire CB - 31 Keenan Isaac CB - 4 Shedrick Jackson WR - 13 Jake Luton QB - 92 Tyler Manoa DT - 32 Tyreik McAllister WR - 90 Ovie Oghoufo DE - 67 Will Putnam C - 86 John Samuel Shenker TE - 47 Brandon Smith LB - 35 Isaiah Spiller RB - 78 Dalton Wagner T - 83 Kristian Wilkerson WR Roster aggiornato al 1º gennaio 2025 53 attivi, 13 inattivi, 16 nella squadra di allenamento |
| Legenda - I rookie sono in corsivo. - Il primo ruolo è il principale mentre gli eventuali successivi indicano i ruoli secondari. - (IR) sta per Injured Reserve ed indica la lista ristretta per un solo giocatore infortunato che può tornare ad allenarsi dopo la settimana 6 e a rientrare in prima squadra dopo che questa ha giocato 8 partite. - (NF-Inj.) / (NF-Ill.) stanno rispettivamente per Non-Football Injured e Non-Football Illness ed indicano le liste dove viene inserito un giocatore che ha un infortunio o una malattia non dipendente dal football americano. - (PUP) sta per Physically Unable to Perform ed indica la lista dove viene inserito un giocatore mentre è in attesa di recuperare la condizione fisica. Nella stagione regolare dopo la sesta partita giocata dalla propria squadra, il giocatore ha tempo tre settimane per riprendere ad allenarsi, più tre settimane aggiuntive dal suo rientro agli allenamenti per rientrare in prima squadra. |

## Precampionato
Il 15 maggio 2024 furono annunciati gli avversari del precampionato, con 49ers e Cowboys incontrati per il secondo anno di fila. Il calendario completo fu reso noto il 17 maggio 2024.
| Precampionato |           |           |                     |           |        |                   |             |         |
| Settimana     | Data      | Ora (PT)  | Avversario          | Risultato | Record | Stadio            | TV          | Sintesi |
| 1             | 10 agosto | 1:00 p.m. | @ Minnesota Vikings | S 23-24   | 0-1    | U.S. Bank Stadium | Fox-5 (Fox) | Sintesi |
| 2             | 17 agosto | 7:00 p.m. | Dallas Cowboys      | S 12-27   | 0-2    | Allegiant Stadium | Fox-5 (Fox) | Sintesi |
| 3             | 23 agosto | 7:00 p.m. | San Francisco 49ers | P 24-24   | 0-2-1  | Allegiant Stadium | Fox-5 (Fox) | Sintesi |

## Stagione regolare

### Calendario
L'8 gennaio 2024 la NFL ufficializzò la lista degli avversari per la stagione 2024, in base al piazzamento ottenuto dai Raiders nella stagione precedente e alla rotazione prevista tra le varie division. Il calendario della stagione regolare fu reso noto il 15 maggio 2024. Data e orario della gara di settimana 18 furono definiti il 29 dicembre, subito dopo lo svolgimento del diciassettesimo turno.
| Stagione regolare |                    |                    |                           |                    |                    |                            |                    |                    |
| Settimana         | Data               | Ora (PT)           | Avversario                | Risultato          | Record             | Stadio                     | TV                 | Sintesi            |
| 1                 | 8 settembre        | 1:05 p.m           | @ Los Angeles Chargers    | S 10-22            | 0-1                | SoFi Stadium               | CBS                | Sintesi            |
| 2                 | 15 settembre       | 10:00 a.m.         | @ Baltimore Ravens        | V 26-23            | 1-1                | M&T Bank Stadium           | CBS                | Sintesi            |
| 3                 | 22 settembre       | 1:05 p.m           | Carolina Panthers         | S 22-36            | 1-2                | Allegiant Stadium          | CBS                | Sintesi            |
| 4                 | 29 settembre       | 1:25 p.m           | Cleveland Browns          | V 20-16            | 2-2                | Allegiant Stadium          | CBS                | Sintesi            |
| 5                 | 6 ottobre          | 1:05 p.m           | @ Denver Broncos          | S 18-34            | 2-3                | Empower Field at Mile High | Fox                | Sintesi            |
| 6                 | 13 ottobre         | 1:05 p.m           | Pittsburgh Steelers       | S 13-32            | 2-4                | Allegiant Stadium          | CBS                | Sintesi            |
| 7                 | 20 ottobre         | 1:05 p.m           | @ Los Angeles Rams        | S 15-20            | 2-5                | SoFi Stadium               | CBS                | Sintesi            |
| 8                 | 27 ottobre         | 1:25 p.m           | Kansas City Chiefs        | S 20-27            | 2-6                | Allegiant Stadium          | CBS                | Sintesi            |
| 9                 | 3 novembre         | 10:00 a.m          | @ Cincinnati Bengals      | S 24-41            | 2-7                | Paycor Stadium             | Fox                | Sintesi            |
| 10                | Settimana di pausa | Settimana di pausa | Settimana di pausa        | Settimana di pausa | Settimana di pausa | Settimana di pausa         | Settimana di pausa | Settimana di pausa |
| 11                | 17 novembre        | 10:00 a.m.         | @ Miami Dolphins          | S 19-34            | 2-8                | Hard Rock Stadium          | CBS                | Sintesi            |
| 12                | 24 novembre        | 1:05 p.m           | Denver Broncos            | S 19-29            | 2-9                | Allegiant Stadium          | CBS                | Sintesi            |
| 13                | 29 novembre        | 12:00 p.m          | @ Kansas City Chiefs (BF) | S 17-19            | 2-10               | Arrowhead Stadium          | Prime Video        | Sintesi            |
| 14                | 8 dicembre         | 10:00 a.m          | @ Tampa Bay Buccaneers    | S 13-28            | 2-11               | Raymond James Stadium      | CBS                | Sintesi            |
| 15                | 16 dicembre        | 5:30 p.m           | Atlanta Falcons (M)       | S 9-15             | 2-12               | Allegiant Stadium          | ESPN               | Sintesi            |
| 16                | 22 dicembre        | 1:25 p.m           | Jacksonville Jaguars      | V 19-14            | 3-12               | Allegiant Stadium          | CBS                | Sintesi            |
| 17                | 29 dicembre        | 10:00 a.m          | @ New Orleans Saints      | V 25-10            | 4-12               | Caesars Superdome          | Fox                | Sintesi            |
| 18                | 5 gennaio          | 1:25 p.m.          | Los Angeles Chargers      | S 20-34            | 4-13               | Allegiant Stadium          | CBS                | Sintesi            |

Note:
- Gli avversari della propria division sono in grassetto.
- Il simbolo "@" indica una partita giocata in trasferta.
- (M) indica il Monday Night Football e (BF) una gara giocata nel Black Friday.

### Riassunto delle partite

#### Settimana 1: @ Los Angeles Chargers
| Arbitro: | Scott Novak |

| |            | |
| A. Mattison 0':45" Q1 (TD) ricezione da 31 yd D. Carlson 0':45" Q1 (pat) D. Carlson 10':30" Q4 (FG) 32 yd | Marcatori  | C. Dicker 4':22" Q1 (FG) 53 yd C. Dicker 0':26" Q2 (FG) 25 yd C. Dicker 9':08" Q3 (FG) 24 yd J.K. Dobbins 14':55" Q4 (TD) corsa da 12 yd C. Dicker 14':55" (Q5) (pat) L. McConkey 3':40" Q4 (TD) ricezione da 10 yd |
| Antonio Pierce                                                                                            | Allenatori | Jim Harbaugh |

Sconfitta nell'esordio stagionale dei Raiders contro i rivali di divisione dei Chargers, guidati da Jim Harbaugh alla prima partita dopo il suo ritorno nella NFL. Con questa la striscia delle sconfitte in casa dei Chargers si allungò a quattro, con l'ultima vittoria della squadra di Las Vegas al SoFi Stadium risalente alla stagione 2020. Dopo essere stati in vantaggio per tutto il primo tempo, chiuso avanti 7-6, i Raiders cedettero al gioco basato soprattutto sulle corse dei Chargers, e soffrirono la fisicità della difesa avversaria, con il quarterback nero-argento Minshew che subì quattro sack nell'arco della gara a cui si sommarono due fumble persi, uno dallo stesso Minshew e uno dal running back Zamir White. Le difficoltà incontrate nel corso della gara portarono anche un certo nervosismo tra i giocatori nero-argento, culminato in uno rissa dopo il touchdown del 22-10 dei Chargers che vide coinvolti vari giocatori delle due squadre e che portò all'espulsione del cornerback Jack Jones e del ricevitore dei Chargers Josh Palmer.

 (EN) NFL, Sintesi della partita, su YouTube.

#### Settimana 2: @ Baltimore Ravens
| Arbitro: | Tra Blake |

| |            | |
| D. Carlson 9':19" Q2 (FG) da 53 yd D. Carlson 1':37" Q2 (FG) da 51 yd A. Mattison 2':36" Q3 (TD) corsa da 1 yd D. Carlson 2':36" Q3 (pat) D. Carlson 9':21" Q4 (FG) da 25 yd D. Adams 3':54" Q4 (TD) ricezione da 1 yd D. Carlson 3':54" Q4 (pat) D. Carlson 0':27" Q4 (FG) da 38 yd | Marcatori  | J. Tucker 8':28" Q1 (FG) da 48 yd J. Tucker 6':00" Q2 (FG) da 42 yd J. Tucker 0':03" Q2 (FG) da 32 yd Z. Flowers 11':42" Q3 (TD) ricezione da 8 yd J. Tucker 11':42" Q3 (pat) D. Henry 12':11" Q4 (TD) corsa da 3 yd J. Tucker 12':11" Q4 (pat) |
| Antonio Pierce | Allenatori | John Harbaugh |

Prima vittoria stagionale per i Raiders che non vincevano a Baltimore dalla stagione 2016.
La squadra di Las Vegas, sotto di 10 punti a 12 minuti dal termine e fino ad allora non particolarmente brillante in attacco, riuscì a rimontare lo svantaggio con tre drive terminati a punti e, nel contempo, tenendo gli avversari lontani dalla propria end zone. Decisivo il kicker Carlson che segnò 14 punti dei 26 totali e in particolare realizzò il field goal decisivo da 32 yard a 27 secondi dal termine.

 (EN) NFL, Sintesi della partita, su YouTube.

#### Settimana 3: vs Carolina Panthers
| Arbitro: | Bill Vinovich |

| |            | |
| C. Hubbard 10':13" Q1 (TD) ricezione da 6 yd E. Piñeiro 10':13" Q1 (pat) D. Johnson 9':28" Q2 (TD) ricezione da 5 yd E. Piñeiro 9':28" Q2 (pat) A. Thielen 0':28" Q2 (TD) ricezione da 31 yd E. Piñeiro 0':28" Q2 (pat) E. Piñeiro 9':59" Q3 (FG) 43 yd E. Piñeiro 4':46" Q3 (FG) 35 yd M. Sanders 13':33" Q4 (TD) corsa da 1 yd E. Piñeiro 4':47" Q3 (FG) 26 yd | Marcatori  | A. Mattison 0':24" Q1 (TD) corsa da 2 yd D. Carlson 0':24" Q1 (pat) J. Meyers 10':56" Q4 (TD) ricezione da 13 yd J. Meyers 10':56" Q4 (tpc) T. Tucker 0':56" Q4 (TD) ricezione da 8 yd D. Carlson 0':56" Q4 (pat) |
| Dave Canales | Allenatori | Antonio Pierce |

Seconda sconfitta stagionale per i Raiders nel loro esordio casalingo che li portò sul record di 1-2 uscendo sconfitti contro i Panthers con cui non perdevano in casa dalla stagione 2008. Arrivati da favoriti, con la squadra di Carolina proveniente da 2 sconfitte di fila che avevano portato alla sostituzione del quarterback titolare Bryce Young, i Raiders furono invece presto fuori dalla gara, trovandosi già sotto di 14 punti all'intervallo e di 26 all'inizio del quarto quarto, con nessun punto segnato nei due quarti centrali. Il reparto offensivo continuò a mostrare le sue difficoltà ad avvicinarsi all'area di meta avversaria, ma anche la difesa nero-argento, a differenza della partita precedente, si dimostrò poco solida, lasciando sul campo 437 yard, 4 touchdown e 3 field goal all'attacco dei Panthers e facendo si che il quarterback Andy Dalton portasse il suo record personale contro i Raiders sul 4-0.

 (EN) NFL, Sintesi della partita, su YouTube.

#### Settimana 4: vs Cleveland Browns
| Arbitro: | Brad Allen |

| |            | |
| B. Whiteheart 3':58" Q1 (TD) ricezione da 1 yd D. Hopkins 3':58" Q1 (pat) D. Hopkins 0':35" Q1 (FG) da 56 yd R. McLeod 14':50" Q4 (TD) fumble ritornato da 25 yd | Marcatori  | T. Tucker 9':50" Q2 (TD) corsa da 3 yd D. Carlson 9':50" Q2 (pat) D. Carlson 2':52" Q2 (FG) da 52 yd D. Carlson 11':28" Q3 (FG) da 34 yd D.J. Turner 5':23" Q3 (TD) corsa da 18 yd D. Carlson 5':23" Q3 (pat) |
| Kevin Stefanski | Allenatori | Antonio Pierce |

Prima vittoria stagionale davanti al pubblico di casa che permise ai Raiders di portarsi sul record di 2-2, allungando a cinque la striscia di vittorie consecutive ottenute contro i Browns, con l'ultima sconfitta risalente alla stagione 2014. Partita sulle montagne russe per i nero argento: sotto di 10 punti al termine del primo quarto di gioco, pareggiarono a metà gara per poi portarsi avanti di 10 nel terzo quarto e infine,  nell'ultimo quarto di gioco, contenerono la possibile rimonta della squadra di Cleveland. Vittoria quindi determinata nei due quarti centrali di gioco con la curiosità che i due touchdown dei Raiders furono entrambi realizzati su corsa da due ricevitori, Tre Tucker e D.J. Turner, sesta partita in tutta la storia della lega in cui si realizzò questa situazione. Rispetto alle passate gare in attacco crebbe di molto il contributo del gioco di corse: mentre nelle tre prime gare stagionali i Raiders avevano corso complessivamente per 153 yard in questa gara ne misero a tabellino 152, anche grazie al contributo dei rookie offensive lineman Delmar Glaze e Jackson Powers-Johnson.

 (EN) NFL, Sintesi della partita, su YouTube.

#### Settimana 5: @ Denver Broncos
| Arbitro: | Craig Wrolstad |

| |            | |
| B. Bowers 12':57" Q1 (TD) ricezione da 57 yd D. Carlson 12':57" Q1 (pat) D. Carlson 1':27" Q1 (FG) da 40 yd A. Abdullah 4':01" Q4 (TD) corsa da 3 yd A. Mattison 4':01" Q4 (tpc) corsa da 1 yd | Marcatori  | W. Lutz 12':23" Q2 (FG) da 51 yd P. Surtain 8':43" Q2 (TD) intercetto ritornato da 100 yd W. Lutz 8':43" Q2 (pat) W. Lutz 0':00" Q2 (FG) da 44 yd J. McLaughlin 7':01" Q3 (TD) ricezione da 4 yd W. Lutz 7':01" Q3 (pat) B. Nix 10':12" Q4 (TD) corsa da 1 yd W. Lutz 10':12" Q4 (pat) J. Reynolds 8':14" Q4 (TD) ricezione da 9 yd W. Lutz 8':14" Q4 (pat) |
| Antonio Pierce | Allenatori | Sean Payton |

Terza sconfitta stagionale per i Raiders che interruppero a otto la striscia di vittorie consecutive sui Broncos con la precedente sconfitta risalente alla stagione 2019. Partiti in modo convincente, i Raiders si portarono in vantaggio di 10 punti al termine del primo quarto di gioco ma furono recuperati e poi ampiamente superati nei successivi due quarti dove non furono capaci di mettere punti a tabellino, tornando a segnare solo nell'ultimo quarto di gioco ma comunque subendo ancora dagli avversari. In difficoltà sia in attacco che in difesa, la partita dei nero argento fu pesantemente condizionato dagli errori dei singoli, con tre intercetti lanciati (il primo ritornato in touchdown per 100 yard da Patrick Surtain II) e 11 penalità contro per 79 yard perse, il massimo finora in stagione. Per la seconda volta in stagione il quarterback titolare Minshew, dopo aver lanciato due intercetti e in evidente difficoltà nel produrre azioni d'attacco efficaci, fu sostituto a fine terzo quarto per lasciare spazio a Aidan O'Connell. I Raiders uscirono da questa gara non solo perdendo la possibilità di portarsi per la prima volta in stagione su un record vincente, ma anche ritrovandosi in una situazione di incertezza, tra i malumori di Davante Adams pronto ad essere scambiato e l'indecisione a chi affidare il ruolo di quarterback titolare.

 (EN) NFL, Sintesi della partita, su YouTube.

#### Settimana 6: vs Pittsburgh Steelers
| Arbitro: | Alan Eck |

| |            | |
| C. Boswell 10':19" Q1 (FG) da 52 yd C. Boswell 12':12" Q2 (FG) da 49 yd J. Fields 0':34" Q2 (TD) corsa da 3 yd C. Boswell 9':20" Q3 (FG) da 37 yd N. Harris 4':21" Q3 (TD) corsa da 36 yd C. Boswell 4':21" Q3 (pat) J. Fields 8':16" Q4 (TD) corsa da 7 yd C. Boswell 8':16" Q4 (pat) C. Boswell 8':3" (55) (FG) da 36 yd | Marcatori  | A. Mattison 4':24" Q1 (TD) corsa da 3 yd D. Carlson 4':24" Q1 (pat) K. Wilkerson 4':54" Q4 (TD) ricezione da 9 yd |
| Mike Tomlin | Allenatori | Antonio Pierce |

Quarta sconfitta stagionale, seconda casalinga, per la squadra di Las Vegas che per il terzo anno di fila fu battuta dagli Steelers, con l'ultima vittoria dei Raiders risalente alla stagione 2021. Partita in cui si ripresentò lo stesso andamento della gara precedente, con i Raiders in partita solo nel primo quarto di gioco per poi scomparire dal tabellino nei due quarti centrali in cui la squadra di Pittsburgh si garantì un vantaggio di 15 punti e, di fatto, la vittoria. L'unica scusante i molti titolari di peso assenti, sia in attacco che in difesa, come Davante Adams, Jakobi Meyers, Christian Wilkins e Zamir White. Neanche il cambio di quarterback, con O'Connell titolare al posto di Minshew, produsse un miglioramento del gioco offensivo dei nero argento, che continuarono anche a mostrare grossi limiti nel reparto difensivo, chiudendo la gara con due fumble persi, un intercetto e un punt bloccato. Anche se ancora nella prima parte della stagione, arrivati sul record di 2 vittorie e 4 sconfitte la possibilità di qualificarsi ai playoff cominciò a ridimensionarsi notevolmente.

 (EN) NFL, Sintesi della partita, su YouTube.

#### Settimana 7: @ Los Angeles Rams
| Arbitro: | Shawn Hochuli |

| |            | |
| D. Carlson 14':04" Q2 (FG) da 38 yd D. Carlson 0':04" Q2 (FG) da 47 yd D. Carlson 2':25" Q3 (FG) da 38 yd D. Carlson 14':52" Q4 (FG) da 27 yd D. Carlson 2':46" Q4 (FG) da 27 yd | Marcatori  | K. Williams 3':00" Q2 (TD) corsa da 13 yd J. Karty 3':00" Q2 (pat) K. Curl 1':14" Q2 (TD) fumble ritornato da 33 yd J. Karty 1':14" Q2 (pat) K. Williams 7':30" Q3 (TD) corsa da 2 yd |
| Antonio Pierce | Allenatori | Sean McVay |

In questa gara, arrivata dopo una settimana movimentata che aveva visto da un lato l'addio del ricevitore All-Pro Davante Adams scambiato con i Jets e dall'altro l'arrivo di Tom Brady come nuovo socio di minoranza, i nero-argento incapparono nella loro terza sconfitta di fila, la quinta complessiva in stagione, allungando la serie di sconfitte in casa dei Rams, con l'ultima vittoria risalente alla stagione 1994 quando anche i Raiders giocavano a Los Angeles. Perso il quarterback titolare O'Connell per un infortunio al pollice dopo il primo quarto di gara chiuso in parità 0 a 0, il subentrante Minshew fece una prestazione assai negativa caratterizzata da tre intercetti e un fumble perso ritornato in touchdown, chiudendo con un passer rating di 21,0. Malgrado i Rams non si dimostrarono un avversario irresistibile, la squadra di Las Vegas continuò a mostrare tutti i suoi limiti nei vari reparti, in particolare con un attacco incapace di arrivare in meta, se non con i calci del kicker Carlson autore di tutti i punti dei Raiders, e messo in continua difficoltà dalla difesa avversaria capace di recuperare per ben quattro volte il possesso di palla. Critiche arrivarono anche per il capo-allenatore Pierce, soprattutto per le sue scelte a molti apparse conservative nel corso della partita, in particolare in quelle occasioni dove scelse di accontentarsi di un field goal piuttosto che tentare di segnare una meta o comunque di chiudere un quarto down, scelte che alla fine non consentirono una possibile rimonta.

 (EN) NFL, Sintesi della partita, su YouTube.

#### Settimana 8: vs Kansas City Chiefs
| Arbitro: | Adrian Hill |

| |            | |
| K. Hunt 10':02" Q1 (TD) corsa da 1 yd H. Butker 10':02" Q1 (pat) T. Kelce 1':57" Q2 (TD) ricezione da 5 yd H. Butker 1':57" Q2 (pat) H. Butker 0':04" Q2 (FG) da 42 yd H. Butker 8':44" Q4 (FG) da 24 yd X. Worthy 4':59" Q4 (TD) ricezione da 9 yd H. Butker 4':59" Q4 (pat) | Marcatori  | J. Meyers 2':39" Q1 (TD) ricezione da 7 td D. Carlson 2':39" Q1 (pat) D. Carlson 10':13" Q2 (FG) da 54 yd D. Carlson 6':40" Q2 (FG) da 32 yd D. Turner 2':03" Q4 (TD) ricezione da 11 yd D. Carlson 2':03" Q4 (pat) |
| Andy Reid | Allenatori | Antonio Pierce |

Quarta sconfitta di fila in stagione, sesta complessiva e terza casalinga, arrivata contro i campioni in carica dei Chiefs, imbattuti da 12 gare, che con questa allungarono a sette le vittorie consecutive in casa dei Raiders, di cui le ultime cinque arrivate all'Allegiant Stadium, con l'ultima vittoria dei nero-argento tra le mura amiche risalente alla stagione 2017, quando ancora giocavano all'Oakland Coliseum. I pronostici non erano ovviamente a favore della squadra di Las Vegas che però, rispetto alle gare precedenti, si dimostrò più compatta per buona parte della partita, rispondendo subito alla segnatura dei Chiefs nel primo drive offensivo della gara e chiudendo il primo tempo con uno svantaggio di soli tre punti. Nella seconda parte di gara però per due volte i Raiders buttarono via l'occasione di portare punti a tabellino, con una in particolare in cui fallirono quattro tentativi di arrivare in end zone partendo dalle 3 yard avversarie. Tutti i reparti della squadra dimostrarono i loro limiti, con la linea offensiva guidata da Minshew (con O'Connell fuori per infortunio) che permise cinque sack sul proprio quarterback, un gioco di corsa poco produttivo e una difesa in difficoltà nel limitare Mahomes e compagni, così come ancora non brillante fu anche la gestione della gara da parte degli allenatori, con Pierce arrivato dopo questo risultato ad un record complessivo di 7 vittorie e 10 sconfitte alla guida dei Raiders.

 (EN) NFL, Sintesi della partita, su YouTube.

#### Settimana 9: @ Cincinnati Bengals
| Arbitro: | Brad Rogers |

| |            | |
| Z. White 9':36" Q1 (TD) corsa da 1 yd D. Carlson 9':36" Q1 (pat) D. Carlson 2':58" Q2 (FG) da 47 yard J. Jones 13':17" Q4 (TD) intercetto ritornato da 29 yd D. Carlson 13':17" Q4 (pat) B. Bowers 0':41" Q4 (TD) ricezione da 22 yd D. Carlson 0':41" Q4 (pat) | Marcatori  | C. Brown 1':39" Q1 (TD) ricezione da 1 yd E. McPherson 1':39" Q1 (pat) E. McPherson 7':00" Q2 (FG) da 44 td A. Iosivas 0':32" Q2 (TD) ricezione da 10 yd E. McPherson 0':32" Q2 (pat) D. Sample 11':27" Q3 (TD) ricezione da 2 yd E. McPherson 11':27" Q3 (pat) M. Gesicki 7':34" Q3 (TD) ricezione da 11 yd E. McPherson 7':34" Q3 (pat) M. Gesicki 5':37" Q4 (TD) ricezione da 47 yd E. McPherson 5':37" Q4 (pat) E. McPherson 1':53" Q4 (FG) da 27 td |
| Antonio Pierce | Allenatori | Zac Taylor |

Arrivati al giro di boa della stagione regolare, i Raiders incassarono la settima sconfitta su nove gare disputate, la quinta di fila, portando a cinque le sconfitte consecutive in casa dei Bengals, con l'ultima vittoria a Cincinnati risalente alla stagione 1995. Fu l'ennesima prestazione deludente della squadra guidata da Piece, parzialmente giustificata dall'ampia serie di assenze di titolari per infortunio (per questa partita si aggiunsero quella del centro Andre James, dei lineman Kolton Miller, Andrus Peat e Cody Whitehair, del cornerback Nate Hobbs e del tight end Harrison Bryant), ma che comunque evidenziò ancora una volta le difficoltà di tutti i reparti, con una difesa che permise in 35 minuti di possesso ben cinque touchdown su passaggio a Joe Burrow, e con un attacco che faticava a guadagnare yard, chiudere down e mettere punti a tabellino. Rimase ancora irrisolta la questione quarterback: con O'Connell infortunato, Minshew partì come titolare ma, per la seconda volta in stagione, con 10 passaggi completati su 17 tentati per 124 yard, nessun touchdown ne intercetto passato, fu sostituito nell'ultima parte di gara dal neoarrivato Desmond Ridder, autore poi dell'unico passaggio da touchdown per i nero-argento. Sul record di 2-7, in fondo alla classifica di division e anche di conference, di fatto chiusa ogni possibilità di accedere ai play-off e con prestazioni in campo tra le peggiori della lega, il giorno successivo alla gara i Raiders licenziarono il coordinatore dell'attacco Luke Getsy, l'allenatore dei quarterback Rich Scangarello e quello dell'offensive line James Cregg, tutti arrivati a Las Vegas da meno di un anno.

 (EN) NFL, Sintesi della partita, su YouTube.

#### Settimana 11: @ Miami Dolphins
| Arbitro: | John Hussey |

| |            | |
| D. Carlson 0':08" Q1 (FG) da 27 yd D. Carlson 0':45" Q2 (FG) da 22 yd B. Bowers 1':21" Q3 (TD) ricezione da 23 yd A. Abdullah 4':23" Q4 (TD) ricezione da 10 yd D. Carlson 4':23" Q4 (pat) | Marcatori  | J. Smith 6':47" Q1 (TD) ricezione da 1 yd J. Sanders 6':47" Q1 (pat) J. Sanders 6':46" Q2 (FG) da 31 yd T. Hill 4':13" Q3 (TD) ricezione da 7 yd J. Sanders 4':13" Q3 (pat) D. Achane 10':37" Q4 (TD) corsa da 2 yd J. Sanders 10':37" Q4 (pat) J. Smith 3':19" Q4 (TD) ricezione da 57 yd J. Sanders 3':19" Q4 (pat) J. Sanders 1':55" Q4 (FG) da 46 yd |
| Antonio Pierce | Allenatori | Mike McDaniel |

I Raiders, dopo la settimana di pausa e i cambiamenti nello staff degli allenatori dell'attacco, erano attesi per mostrare un cambio di rotta nell'annata finora negativa ma così non fu, arrivando invece la sesta sconfitta di fila, l'ottava complessiva in stagione e la terza consecutiva in casa dei Dolphins, con l'ultima vittoria a Miami risalente alla stagione 2017. In questa gara il reparto offensivo mostrò alcuni miglioramenti rispetto alle precedenti prestazioni, aumentando il numero di conversioni di terzi down e in generale avendo maggiore facilità nel guadagnare yard su passaggio e su corsa, ma rimanendo però scarso nella zona vicino all'end zone, continuando le difficoltà ad arrivare in meta. Di contro il reparto difensivo, che finora aveva disputato gare sempre di buon livello, mise in campo scarso mordente, permettendo a Miami di segnare punti in sei dei sette possessi giocati da Tua Tagovailoa e compagni. Nota positiva la conferma delle qualità di Brock Bowers che con 13 ricezioni per 126 yard e un touchdown, stabilì non solo i suoi primati personali per numero di ricezioni e yard guadagnate, ma soprattutto il record della lega per un rookie tight end per numero di ricezioni in una singola gara.

 (EN) NFL, Sintesi della partita, su YouTube.

#### Settimana 12: vs Denver Broncos
| Arbitro: | Ronald Torbert |

| |            | |
| W. Lutz 2':46" Q1 (FG) da 38 yd W. Lutz 9':21" Q2 (FG) da 53 yd W. Lutz 0':53" Q2 (FG) da 54 yd C. Sutton 10':49" Q3 (TD) ricezione da 18 yd W. Lutz 10':49" Q3 (pat) W. Lutz 12':05" Q4 (FG) da 45 yd C. Sutton 5':30" Q4 (TD) ricezione da 2 yd W. Lutz 5':30" Q4 (pat) W. Lutz 1':56" Q4 (FG) da 33 yd | Marcatori  | A. Abdullah 13':36" Q2 (TD) ricezione da 6 yd D. Carlson 13':36" Q2 (pat) D. Carlson 3':48" Q2 (FG) da 34 yd D. Carlson 0':00" Q2 (FG) da 34 yd D. Carlson 8':59" Q4 (FG) da 53 yd D. Carlson 3':38" Q4 (FG) da 22 yd |
| Sean Payton | Allenatori | Antonio Pierce |

Settima sconfitta consecutiva e nona complessiva stagionale per la squadra di Las Vegas che non perdeva in casa con i rivali di division dei Broncos da otto anni, con l'ultima sconfitta tra le mura amiche risalente alla stagione 2015 ad Oakland. Falcidiati da assenze di titolari importanti, i Raiders mostrarono qualche miglioramento rispetto alle prestazioni precedenti, guadagnando il maggior numero di yard in una gara dall'inizio dell'annata (350), in particolare nella prima parte di gara, chiusa in vantaggio per la prima volta dalla partita di settimana 1, per poi però scendere di livello nel secondo tempo, in cui l'attacco subì un intercetto e un fumble perso, che portarono poi entrambi punti agli avversari, e riemersero le difficoltà ad avvicinarsi alla meta. A pochi minuti dal termine della partita inoltre arrivò anche l'infortunio del quarterback titolare Gardner Minshew che, placcato da due avversari, si fratturò una clavicola nella caduta. Ancora positivamente in evidenza Brock Bowers, che stabilì il record di franchigia per numero di ricezioni per un rookie (73), e Maxx Crosby che raggiunse i 100 tackle con perdita di yard in carriera, quarto giocatore nella storia della lega a farlo nelle sue prime sei stagioni. Arrivati sul record di 2-9, i Raiders condividevano con Jaguars e Giants l'ultimo posto tra le franchigie della lega, posizione che al momento gli avrebbe garantito la 3ª scelta assoluta nel prossimo Draft NFL 2025.

 (EN) NFL, Sintesi della partita, su YouTube.

#### Settimana 13: @ Kansas City Chiefs
| Arbitro: | Clay Martin |

| |            | |
| D. Carlson 11':03" Q2 (FG) da 27 yd B. Bowers 1':40" Q3 (TD) ricezione da 33 yd D. Carlson 1':40" Q3 (pat) Tre Tucker 14':52" Q4 (TD) ricezione da 58 yd D. Carlson 14':52" Q4 (pat) | Marcatori  | M. Wright 10':06" Q1 (FG) da 25 yd J. Watson 2':14" Q2 (TD) ricezione da 6 yd M. Wright 2':14" Q2 (pat) M. Wright 8':40" Q3 (FG) 42 yd M. Wright 3':11" Q3 (FG) 35 yd M. Wright 9':53" Q4 (FG) 32 yd |
| Antonio Pierce | Allenatori | Andy Reid |

La partita, disputata nel Black Friday, fu presentata come lo scontro tra la migliore squadra della lega, i Chiefs, vincitori nelle due stagioni precedenti del Super Bowl e al momento primi nella AFC sul record di 10-1, e quella peggiore ossia i Raiders, ultimi della AFC sul record di 2-9 e usciti sconfitti dalle precedenti sette gare. Arrivò per la squadra di Las Vegas l'ottava sconfitta di fila, la decima complessiva, non riuscendo a bissare il successo ottenuto l'anno passato a casa dei Chiefs. L'andamento dell'incontro però fu diverso dalle aspettative e, malgrado l'ennesima sconfitta, la prestazione messa in campo evidenziò le potenzialità della squadra che, priva di molti titolari, seppe comunque tener testa ai campioni in carica. Infatti i Raiders rimasero in gara fino all'ultima azione, con la difesa che limitó gli avversari, che segnarono 12 punti su 19 su field goal, e con l'attacco guidato dal rientrate Aidan O'Connell che rimontó nel secondo tempo ben 13 punti di svantaggio, portandosi avanti di un punto. Andati poi nuovamente sotto di due punti, buttarono però via il tentativo finale di segnare e vincere la gara per un grossolano errore: arrivati infatti a 15 secondi dal termine, i Raiders si trovavano sulla linea delle 30 yard avversarie, quindi in zona field goal, dovendo giocare un terzo down in cui avrebbero dovuto solo fermare il cronometro per far entrare lo special team per calciare, ma per un'incredibile incomprensione tra il centro Jackson Powers-Johnson e O'Connell, quest'ultimo fu colto di sorpresa dallo snap, perse quindi la palla che fu recuperata dagli avversari chiudendo così la gara. Nelle dichiarazioni del post-partita O'Connell si prese tutta la responsabilità dell'errore, dicendo di aver erroneamente segnalato l'avvio dell'azione a Powers-Johnson. Per altro, l'azione produsse anche qualche polemica nei confronti degli arbitri - spesso accusati in questi anni di essere benevoli con i Chiefs - che non chiamarono una falsa partenza, penalità che avrebbe lasciato il possesso della palla agli attaccanti.

 (EN) NFL, Sintesi della partita, su YouTube.

#### Settimana 14: @ Tampa Bay Buccaneers
| Arbitro: | Alan Eck |

| |            | |
| A. O'Connell 9':21" Q2 (TD) corsa da 1 yd D. Carlson 9':21" Q2 (pat) D. Carlson 4':28" Q2 (FG) da 25 yd D. Carlson 3':05" Q4 (FG) da 27 yd | Marcatori  | J. McMillan 8':07" Q1 (TD) ricezione da 15 yd C. McLaughlin 8':07" Q1 (pat) R. White 3':52" Q1 (TD) ricezione da 5 yd C. McLaughlin 3':52" Q1 (pat) R. Write 8':47" Q4 (TD) corsa da 3 yd C. McLaughlin 8':47" Q4 (pat) J. McMillan 1':56" Q4 (TD) ricezione da 29 yd C. McLaughlin 1':56" Q4 (pat) |
| Antonio Pierce | Allenatori | Todd Bowles |

Contro la squadra della Florida arrivò la nona sconfitta di fila e l'undicesima complessiva dopo quattordici turni disputati. La gara si fece subito in salita per la squadra nero-argento, con i Buccanneers guidati da Baker Mayfield che si portarono sul punteggio di 14 a 0 quasi al termine del primo quarto di gioco, poi la difesa dei Raiders contené bene gli avversari tanto da impedirgli di segnare nei successivi sei possessi, mettendo a segnò complessivamente quattro sack, due intercetti e un fumble forzato; di contro però l'attacco non riuscì a recuperare lo svantaggio, arrivato a quattro punti ma che poi tornò a crescere nell'ultimo quarto di gioco in cui la squadra di Tampa Bay segnò altri due touchdown. Alle difficoltà del reparto offensivo della squadra di Las Vegas si aggiunse l'uscita in barella di Aidan O'Connell nel terzo quarto di gioco sul punteggio di 10-14, sostituito da Desmond Ridder, per un infortunio al ginocchio sinistro rimediato per un colpo da dietro portato da Calijah Kancey. Solita nota positiva venne da Brock Bowers che raggiunse le 87 ricezioni in stagioni, stabilendo il nuovo record della NFL per un rookie tight end. Arrivati sul record di 2 vittorie e 11 sconfitte, i Raiders erano all'ultimo posto tra tutte le squadre della lega e quindi si trovarono a detenere, con sole quattro gare dal termine della stagione regolare, la prima scelta assoluta nel successivo draft 2025.

 (EN) NFL, Sintesi della partita, su YouTube.

#### Settimana 15: vs Atlanta Falcons
| Arbitro: | Shawn Smith |

| |            |                                                                                  |
| D. London 0':14" Q1 (TD) ricezione da 30 yd Y. Koo 0':14" Q1 (pat) A. Mattison 5':35" Q2 (saf) Y. Koo 9':25" Q3 (FG) da 40 yd Y. Koo 13':26" Q4 (FG) da 48 yd | Marcatori  | D. Carlson 11':44" Q2 (FG) da 52 yd A. Abdullah 2':54" Q4 (TD) ricezione da 5 yd |
| Raheem Morris | Allenatori | Antonio Pierce                                                                   |

Ennesima sconfitta stagionale, la quinta casalinga su sei gare disputate tra le mura amiche, la dodicesima complessiva e la decima di fila, per la squadra di Las Vegas che non riuscì a mettere in campo nella gara del Monday Night Football una prestazione positiva neanche contro un avversario non particolarmente ostico. I Falcons infatti, reduci da quattro sconfitte di fila, si guadagnarono la vittoria senza brillare particolarmente, con i Raiders, guidati dal quarterback di riserva Desmond Ridder, che nell'ultima azione della partita ebbero ben due tentativi per ribaltare il risultato con due Hail Mary pass, il primo lancio non completato ed il secondo intercettato da Jessie Bates III che chiuse l'incontro. In questa gara nessun reparto della squadra nero-argento si distinse particolarmente, con la difesa in difficoltà, l'attacco che a fatica riuscì a guadagnare yard e anche lo special team che commise errori che influirono sul risultato finale. Alle difficoltà nel gioco si aggiunsero anche nuove assenze di giocatori importanti, come il quarterback Aidan O'Connell (lasciato in panchina per i postumi di un infortunio), il defensive end Maxx Crosby (in lista infortunati) e durante la gara il running back Sincere McCormick uscito nel secondo quarto di gioco per infortunio. I Raiders erano ormai in piena competizione per l'assegnazione della prima scelta nel draft 2025, quella spettante alla squadra ultima classificata in tutta la lega, al momento a pari merito solo con i New York Giants.

 (EN) NFL, Sintesi della partita, su YouTube.

#### Settimana 16: vs Jacksonville Jaguars
| Arbitro: | Shawn Hochuli |

| |            | |
| T. Bigsby 1':32" Q1 (TD) corsa da 1 yd C. Little 1':32" Q1 (TD) try B. Thomas Jr. 0':54" Q3 (TD) ricezione da 62 yd C. Little 0':54" Q3 (pat) | Marcatori  | A. Mattison 14':05" Q2 (TD) corsa da 1 yd D. Carlson 14':05" Q2 (pat) D. Carlson 10':28" Q2 (FG) da 49 yard D. Carlson 3':56" Q2 (FG) da 37 yard A. Abdullah 11':26" Q4 (TD) corsa da 7 yd |
| Doug Pederson | Allenatori | Antonio Pierce |

Ritorno alla vittoria per i Raiders che mancava dal precedente mese di settembre e che interruppe una striscia di dieci sconfitte consecutive. Partita non particolarmente entusiasmante, contro un avversario con una stagione altrettanto negativa (i Jaguars arrivarono con un record di 3-11) ed in cui la squadra di Las Vegas ebbe la meglio solo per un maggior impegno collettivo in cui brillarono il solito Brock Bowers, che stabilì il record di ricezioni per un rookie tight end in una stagione con 101, la safety Isaiah Pola-Mao, che forzò due fumble e guidó la difesa con nove tackle (prestazione che gli valse il riconoscimento di difensore della AFC della settimana) e il defensive end K'Lavon Chaisson, che mise a tabellino un sack su Mac Jones, un tackle con perdita di yard e un passaggio deviato. Non sfuggì a molti che l'altra faccia della medaglia di questa vittoria, inutile ai fini della classifica finale essendo i Raiders ormai da tempo ultimi nella division e matematicamente fuori dalla corsa per i playoff, fu l'allontanarsi per i nero-argento della possibilità di aggiudicarsi la prima scelta al draft 2025 e quindi di poter avere una migliore possibilità di costruire una squadra più forte per le successive stagioni. Il capo-allenatore Antonio Pierce, rispondendo ai giornalisti sull'argomento, affermò che la squadra non faceva certi tipi di calcolo e che l'obiettivo era solo quello di vincere partite.

 (EN) NFL, Sintesi della partita, su YouTube.

#### Settimana 17: @ New Orleans Saints
| Arbitro: | Land Clark |

| |            | |
| D. Carlson 5':49" Q1 (FG) da 31 yd D. Carlson 10':19" Q2 (FG) da 39 yd J. Meyers 0':57" Q2 (TD) ricezione da 3 yd D. Carlson 0':57" Q2 (pat) D. Carlson 7':57" Q3 (FG) da 54 yd D. Carlson 14':14" Q4 (FG) da 25 yd T. Tucker 8':20" Q4 (TD) ricezione da 18 yd | Marcatori  | F. Moreau 14':52" Q2 (TD) ricezione da 30 yd B. Grupe 14':52" Q2 (pat) B. Grupe 0':00" Q2 (FG) da 34 yd |
| Antonio Pierce | Allenatori | Darren Rizzi (ad interim)                                                                               |

Seconda vittoria di fila per i Raiders ottenuta senza grosse difficoltà contro i Saints che, privi del loro quarterback titolare ed ex nero-argento Derek Carr, faticarono non poco a guadagnare yard, con la squadra di Las Vegas che si trovò in vantaggio 13-10 dopo il primo tempo e poi impedì ulteriori segnature ai giocatori di New Orleans per tutto il secondo tempo, mentre l'attacco guidato da un buon Aidan O'Connell, autore di 20 passaggi completati su 35 tentati per 242 yard e due touchdown, segnò altri 12 punti. Da sottolineare le prestazioni di vari giocatori, come quella del running back Ameer Abdullah che fece la sua prima gara in carriera con oltre 100 yard corse (precisamente 115 yard), il defensive end K'Lavon Chaisson che mise a segno un sack e un fumble forzato, il cornerback Jack Jones autore di un intercetto e di due passaggi deviati e la safety rookie Thomas Harper che fece 0,5 sack e un intercetto. Ancora una volta sopra le righe la gara del rookie tight end Brock Bowers che con sette ricezioni per 77 yard stabilì ben due record della NFL: il maggior numero di ricezioni per un rookie in una stagione, con 108, e il maggior numero di yard ricevute da un rookie tight end in una stagione, con 1 144 yard, con quest'ultimo primato che resisteva nelle mani di Mike Ditka da ben 63 stagioni. Dal punto di vista del draft 2025, con questa vittoria i Raiders, arrivati sul record 4-12, dissero addio alla possibilità di aggiudicarsi la prima scelta assoluta, avendo "perso" due posizioni rispetto il turno precedente e arrivando al momento a guadagnarsi l'ottava scelta.

 (EN) NFL, Sintesi della partita, su YouTube.

#### Settimana 18: vs Los Angeles Chargers
| Arbitro: | Carl Cheffers |

| |            | |
| C. Dicker 0':11" Q1 (FG) da 33 yd C. Dicker 5':28" Q2 (FG) da 32 yd C. Dicker 1':05" Q2 (FG) da 49 yd D.J. Chark 0':10" Q2 (TD) ricezione da 6 yd L. McConkey 0':10" Q2 (tpc) C. Dicker 7':10" Q3 (FG) da 20 yd W. Dissly 13':32" Q4 (TD) ricezione da 2 yd C. Dicker 13':32" Q4 (pat) H. Haskin 3':38" Q4 (TD) corsa da 2 yd C. Dicker 3':38" Q4 (pat) | Marcatori  | D. Carlson 2':46" Q1 (FG) da 40 yd J. Meyers 13':04" Q2 (TD) ricezione da 25 yd D. Carlson 13':04" Q2 (pat) D. Carlson 2':15" Q3 (FG) da 47 yd B. Bowers 0':25" Q4 (TD) ricezione da 12 yd D. Carlson 0':25" Q4 (pat) |
| Jim Harbaugh | Allenatori | Antonio Pierce |

Gara finale della stagione chiusa con un'ulteriore sconfitta, la tredicesima complessiva, la sesta casalinga su otto gare giocate tra le mura amiche e soprattutto che lasciò i Raiders sul record di 0-6 contro gli avversari di division (Kansas, Denver e Los Angeles), risultato avuto l'ultima volta nella stagione 2006. Partita in cui la squadra di Las Vegas arrivò senza nessun particolare stimolo mentre i Chargers, già certi della qualificazione alla successiva fase dei play-off, necessitavano però di una vittoria per mantenere il 5° seed. La partita restò in equilibrio fino alla parte finale del primo tempo, con i Raiders avanti di un punto a 45 secondi dal termine e con il possesso della palla, ma un intercetto sulle proprie 30 yard cambiò repentivamente la partita, con Justin Herbert e compagni capaci di segnare ben otto punti (un touchdown e una conversione da due punti) in 30 secondi complessivi di gioco: chiusa così la prima parte di gara sotto di 7 punti, da quel momento in poi la squadra nero-argento non riuscì più a rifarsi sotto, con i Chargers che dilagarono nel quarto finale. Malgrado l'intercetto subito, buona prova di Aidan O'Connell autore di 24 lanci completati su 34 tentati per 214 yard e due touchdown, del ricevitore Jakobi Meyers che fece 9 ricezioni per 123 yard e un touchdown, raggiungendo per la prima volta in carriera le 1 000 yard ricevute in una stagione ed il solito Brock Bowers che si riprese il record del maggior numero di ricezioni di un rookie in una stagione, arrivando a 112, dopo che Malik Nabers dei New York Giants l'aveva superato nella gara disputata contro Philadelphia. I Raiders così conclusero una delle peggiori stagioni degli ultimi due decenni, con solo il 23,5% di gare vinte: per trovare un'annata con una percentuale minore occorre infatti risalire al 2006.

 (EN) NFL, Sintesi della partita, su YouTube.

## Classifiche

### Division
| AFC West                 |    |    |   |     |     |     |
| Squadra                  | V  | S  | P | PCT | PF  | PS  |
| (1) Kansas City Chiefs   | 15 | 2  | 0 | 882 | 385 | 326 |
| (5) Los Angeles Chargers | 11 | 6  | 0 | 647 | 402 | 301 |
| (7) Denver Broncos       | 10 | 7  | 0 | 588 | 425 | 311 |
| Las Vegas Raiders        | 4  | 13 | 0 | 235 | 309 | 434 |

In verde le squadre qualificate ai play-off con il relativo seed.

## Premi

### Pro Bowl
I Raiders ebbero due giocatori selezionati per il Pro Bowl:
- DE Maxx Crosby (quarta convocazione)
- TE Brock Bowers (prima convocazione)

### All-Pro
Il rookie tight end Brock Bowers fu l'unico giocatore dei Raiders a venire inserito nella formazione ideale stagionale All-Pro dell'Associated Press nel 2024, nel First-team.

### Premi settimana e mensili
- Maxx Crosby :

difensore della AFC della settimana 2
- Brock Bowers:

rookie offensivo del mese di novembre
- Isaiah Pola-Mao:

difensore della AFC della settimana 16

## Leader della squadra
| Categoria              | Giocatore          | N.         |
| ---------------------- | ------------------ | ---------- |
| Yard passate           | Gardner Minshew    | 2.013 yard |
| Touchdown passati      | Gardner Minshew    | 9          |
| Yard corse             | Alexander Mattison | 420 yard   |
| Touchdown su corsa     | Alexander Mattison | 4          |
| Ricezioni              | Brock Bowers       | 112        |
| Yard ricevute          | Brock Bowers       | 1.194 yard |
| Touchdown su ricezione | Brock Bowers       | 5          |
| Tackle totali          | Robert Spillane    | 158        |
| Sack                   | Maxx Crosby        | 7,5        |
| Intercetti             | Jack Jones         | 3          |
| Fumble forzati         | Isaiah Pola-Mao    | 2          |
| Touchdown della difesa | Jack Jones         | 1          |
| Punti segnati          | Daniel Carlson     | 125 punti  |

Fonte: Pro Football Reference —      record di franchigia